# Sportjahr 1858

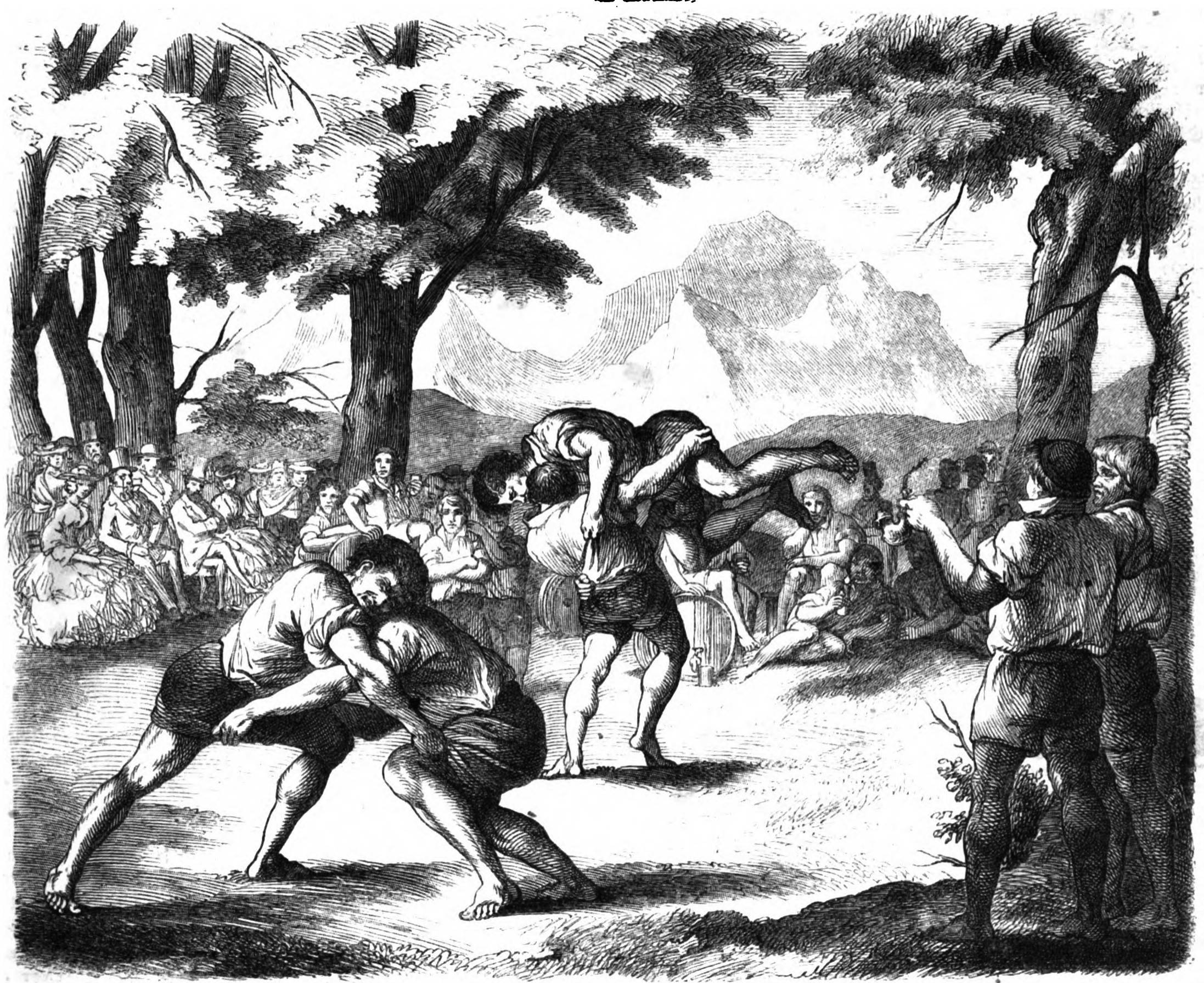
Schweizer Schwinger auf einer Abbildung von 1858

Liste der Sportjahre

1854 | 1855 | 1856 | 1857 | Sportjahr 1858 | 1859 | 1860 | 1861 | 1862 | ► | ►►

Weitere Ereignisse

## Ereignisse

### Alpinismus
- 3. Juni: Francis Thomas Gregory besteigt in Westaustralien als erster Europäer den größten Monolithen der Erde. Gregory benennt den Berg kurze Zeit danach Mount Augustus, wobei er seinen Bruder, den Entdecker Augustus Gregory zum Namenspaten nimmt.
- 29. Juni: Johann Jakob Weilenmann gelingt die touristische Erstbesteigung des Muttler in der Samnaungruppe im schweizerischen Graubünden.

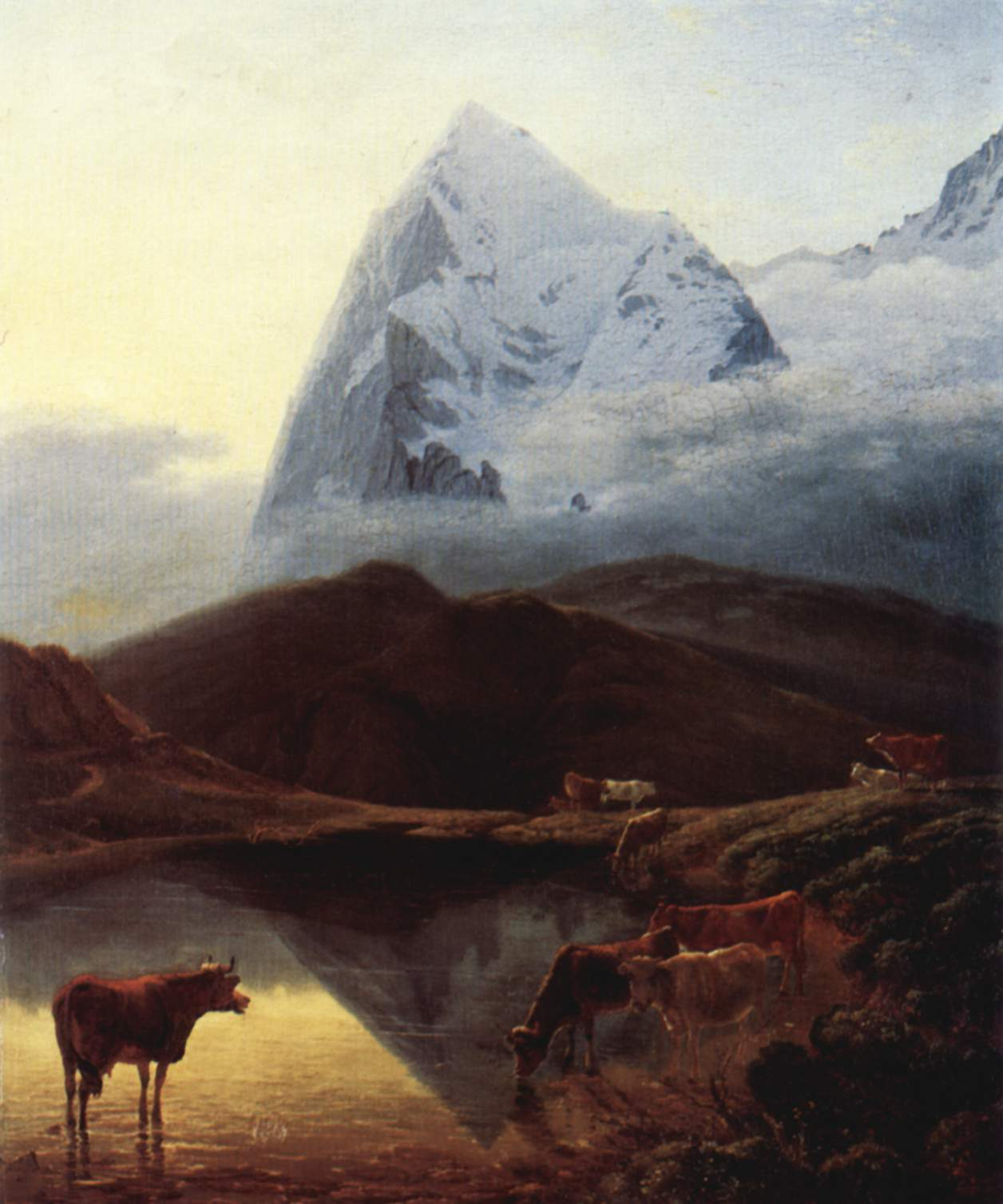
Maximilien de Meurons Gemälde Der Große Eiger, von der Wengernalp aus gesehen (19. Jahrhundert)

- 11. August: Christian Almer, Charles Barrington und Peter Bohren gelingt die Erstbesteigung des bis dahin als unbesteigbar geltenden Eiger in den Berner Alpen.

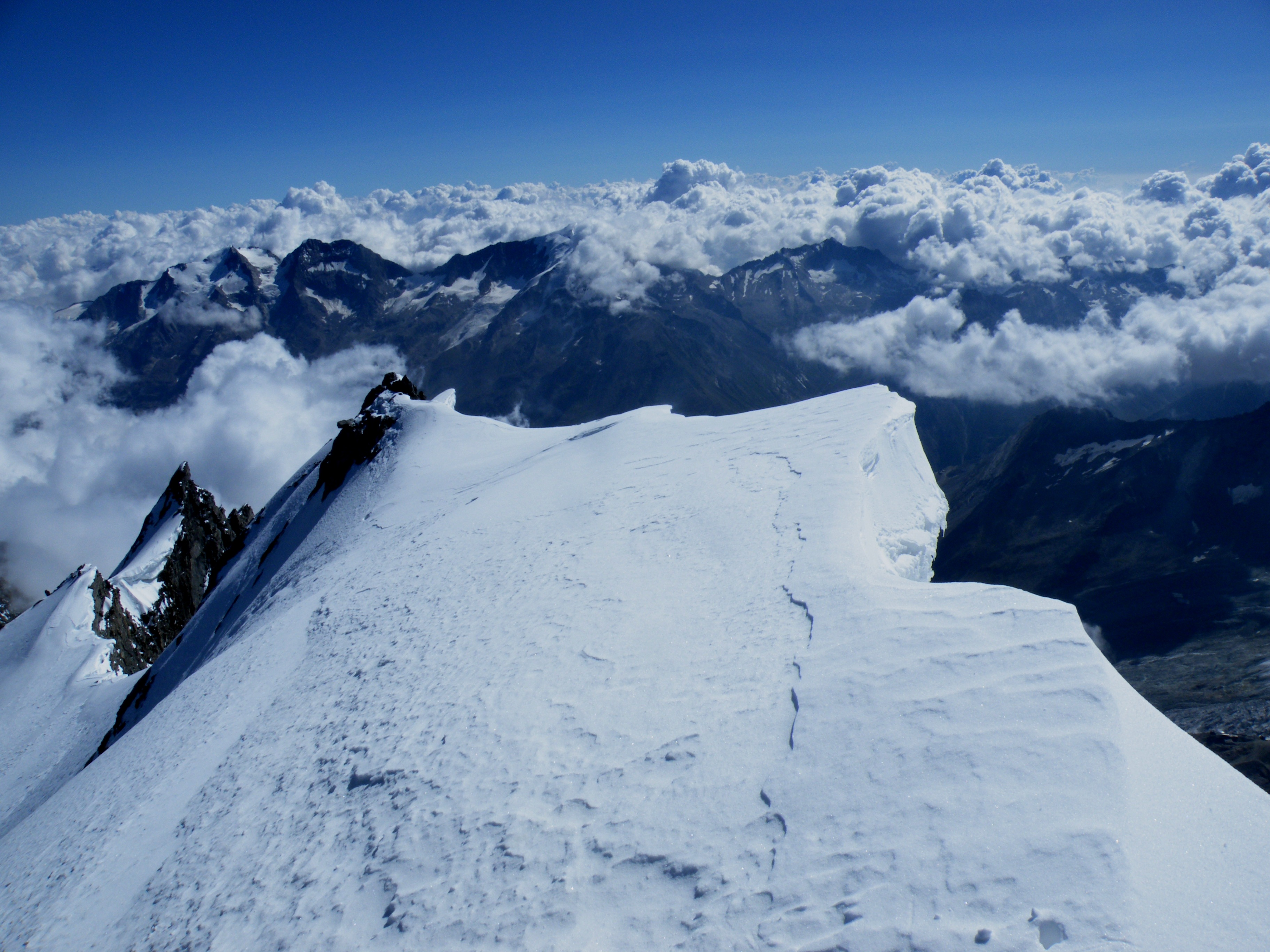
Blick vom Gipfel des Dom

- 11. September: Eine vierköpfige Bergsteigergruppe steht erstmals in den Walliser Alpen auf dem Dom, dem höchsten Berg, der vollständig innerhalb der Schweiz liegt.

### Football
- Sommer: Das erste experimentelle Australian-Football-Spiel wird auf dem Melbourne Cricket Ground gespielt.

### Fußball
- 21. Oktober: Auf der ersten Jahreshauptversammlung des im Vorjahr gegründeten Sheffield FC werden die Sheffield-Regeln beschlossen, die ersten schriftlich niedergelegten Fußballregeln. Unter anderem wird festgelegt, dass der Anstoß von der Mitte vom ruhenden Ball ausgeführt werden muss. Unter gewissen Voraussetzungen ist auch das Fangen des Balls erlaubt.

### Pferdesport
- „Pizarro“ gewinnt das 25. Union-Rennen auf dem Tempelhofer Feld.

### Rudern
- Cambridge gewinnt am 27. März das 15. Boat Race gegen Oxford in 21′23″.

### Schach

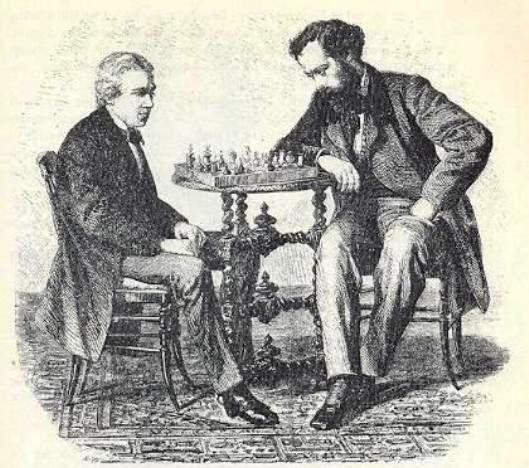
Paul Morphy und Jules Arnous de Rivière am Schachbrett, Paris 1858

- Der US-Amerikaner Paul Morphy begibt sich bis 1859 auf eine Europareise nach London und Paris, auf der er jeden schlägt, der gegen ihn antritt.
- Oktober oder November: Paul Morphy gewinnt die Partie Morphy – Karl von Braunschweig und Graf Isoard, Paris 1858 während einer Opernaufführung des Barbier von Sevilla.

- Der Österreicher Johann Jacob Löwenthal gewinnt das stark besetzte Schachturnier in Birmingham.

### Turnen
- Ferdinand Goetz übernimmt die Redaktion der Deutschen Turnzeitung von Ernst Keil.

### Sportstätten
- Der Battersea Park in London wird eröffnet.
- Die Tribünen der Galopprennbahn Freudenau bei Wien werden eingeweiht.

## Geboren
- 15. März: Franz Böckli, Schweizer Sportschütze († 1937)
- 19. März: David McMackon, kanadischer Sportschütze († 1922)
- 22. März: Hans Meyer, deutscher Geograph, Bergsteiger und Afrikaforscher († 1929)

- 8. Mai: Dan Brouthers, US-amerikanischer Baseballspieler († 1932)

- 27. August: George Lyon, kanadischer Golfspieler und Sportfunktionär († 1838)

- 15. Oktober: John L. Sullivan, US-amerikanischer Boxer, Weltmeister im Schwergewicht († 1918)

## Gestorben
- 9. Mai: Adolf Spieß, deutscher Sportpädagoge (* 1810)